# Foresthill-Brücke
Die Foresthill-Brücke (Foresthill Bridge), auch Auburn-Foresthill-Brücke oder Auburn-Brücke genannt, ist eine Straßenbrücke über dem North Fork American River im Placer County in den Ausläufern der Sierra Nevada in Ostkalifornien.
Sie ist mit 222,5 m (730 ft) die höchste Brücke in Kalifornien und die vierthöchste in den USA.

## Geschichte
Die Brücke war ein Teil der Auburn-Folsom South Unit im Rahmen des Central Valley Project des Bureau of Reclamation, mit dem die  Wasserversorgung im Kalifornischen Längstal und der Hochwasserschutz von Sacramento verbessert werden sollte. Der Stausee hinter dem geplanten, 210 m hohen Auburn Dam, einer Staumauer am Quellarm North Fork des American River, erforderte einen Ersatz für die Brücke im Talgrund, die überflutet worden wäre. Die Vorarbeiten für den Bau der Staumauer begannen 1968.
Die Brücke wurde zwischen 1971 und 1973 von der japanischen Firma Kawasaki Heavy Industries hergestellt und von Willamette Western Contractors gebaut.
Nach dem Erdbeben von 1975 bei dem rund 80 km entfernten Oroville-Stausee entdeckte man auch im Bereich des geplanten Auburn Dam Verwerfungen, worauf die Bauarbeiten eingestellt wurden. Nach jahrelangen Diskussionen und Umplanungen scheint man den Dammbau endgültig aufgegeben zu haben. Die kurvige Straße zu der alten Brücke am Fluss gibt es weiterhin, aber die kurze und bequeme Verbindung zwischen Auburn und Foresthill über die Foresthill-Brücke ist eine willkommene Erleichterung.

## Beschreibung
Die insgesamt 740 m lange Foresthill-Brücke ist eine stählerne Fachwerk-Gerberträgerbrücke mit obenliegender Fahrbahn. Ihre drei Felder haben Stützweiten von 194,8 + 262,7 + 194,8 m. Sie hatte ursprünglich zwei durch einen großen, offenen Zwischenraum getrennte, 6 m breite Fahrbahnträger. Ihre beiden Stahlbeton-Pfeiler waren mit einer Höhe von 123 m lange die höchsten Pfeiler Nordamerikas, bis sie 1993 durch die Puente Río Mezcala in Mexiko übertroffen wurde.
Zwischen 2011 und 2014 führte man die Nachrüstungsarbeiten für die Erdbebensicherheit durch, die man zunächst nicht für notwendig erachtet hatte. Bei den Berechnungen zeigten sich die Pfeiler zum allgemeinen Erstaunen nur wenig schadenanfällig. Die Stahlkonstruktion wurde stellenweise verstärkt. Für die Verbindung zu den Widerlagern wurden sogenannte Knicksteife Verstrebungen (Buckling Restrained Braces - BRB) entwickelt, die wohl die größten BRBs in den USA sind. Außerdem wurden zusätzliche Gleitlager eingefügt, die der Stahlkonstruktion bei Erdbebenstößen zusätzlichen Bewegungsraum über den Spielraum der vorhandenen Rollenlager hinaus geben. Die bisherigen Fahrbahnträger wurden – bei weiterlaufendem Straßenverkehr – durch eine über die gesamte Breite reichende Betonplatte ersetzt. Die Nachrüstungsarbeiten kosteten 74,4 Millionen US-Dollar. Der ursprüngliche Bau der Brücke hatte weniger als 13 Millionen Dollar gekostet.
Obwohl die Straße nur zweispurig ist, hat die Brücke nun vier Fahrstreifen, die durch eine mittige Jersey-Barriere getrennt sind. Fußgänger sind ebenfalls durch Jersey-Barrieren geschützt und können die Brücke in beide Fahrtrichtungen in voller Länge begehen. Die Brücke ist nun 22,9 m breit.

## Mediale Wahrnehmung
Die Brücke ist in der Anfangsszene des Filmes XXX zu sehen, in der Vin Diesels Charakter Xander Cage mit einer gestohlenen roten Chevrolet Corvette von der Brücke fährt, aus dem fallenden Auto springt und mit einem Fallschirm an den Grund des Canyons gleitet.

## Suizide
Aufgrund der Höhe ist die Brücke eine erwähnenswerte Selbstmordstelle. Bis Mitte 2016 gab es, seit Bau der Brücke, 76 Selbstmorde. Als Teil der Nachrüstungsarbeiten in den Jahren 2011 bis 2015 wurde ein circa 2 Meter (6½ Fuß) hohes Geländer angebracht, um weitere Versuche zu erschweren.